# آدام فیلیپس
آدام فیلیپس (انگلیسی: Adam Phillips؛ زادهٔ ۱۵ ژانویهٔ ۱۹۹۸) یک بازیکن فوتبال انگلیسی در خط میانه است که در چمپیونشیپ بازی می‌کند.
از باشگاه‌هایی که در آن بازی کرده‌است می‌توان به باشگاه فوتبال لیورپول اشاره کرد.
وی همچنین در تیم‌های ملی فوتبال زیر ۱۶ و ۱۷ سال انگلستان بازی کرده‌است.